# سرزه (رودان)
سرزه، روستایی در دهستان مسافرآباد بخش رودخانه شهرستان رودان در استان هرمزگان ایران است.

## ویژگی‌ها
ساکنین این روستا از قوم محلی جووسی (joosi) می باشند که ریشه در کلمه مجوس دارد . از خصوصیات منحصر بفرد ساکنین این منطقه می توان به نام های خانوادگی اهالی آن اشاره کرد که همگی از نام های اصیل و زرتشتی می باشند، نظیر : سالاری ،استوان،توسلی، اکثیر ، اشک ،آفریده، ارشیا ،آرمزد، ارسن، اخترشمر،افریشم،الک،افرا،آمیخته، و ...

## جمعیت
بر پایه سرشماری عمومی نفوس و مسکن در سال ۱۳۹۵، جمعیت این روستا برابر با ۳۷۴ نفر (۱۰۸ خانوار) بوده‌است.